# إيغور أكسيونوف
إيغور أكسيونوف (بالروسية: Аксёнов, Игорь Владимирович)‏ هو لاعب كرة قدم روسي في مركز الدفاع، ولد في 11 أغسطس 1977 في تفير في روسيا. لعب مع أرسنال تولا وأنجي محج قلعة وسيسكا موسكو ونادي آكتوبه ونادي أستانا ونادي كوبان كراسنودار ونادي ميتاليست خاركيف.